# Auzet
Auzet – miejscowość i gmina we Francji, w regionie Prowansja-Alpy-Lazurowe Wybrzeże, w departamencie Alpy Górnej Prowansji.

## Demografia
Według danych na rok 1990 gminę zamieszkiwały 73 osoby, a gęstość zaludnienia wynosiła 2 osoby/km². W styczniu 2015 r. Auzet zamieszkiwały 92 osoby, przy gęstości zaludnienia wynoszącej 2,5 osób/km².